# Курт фон Шлайхер
Курт фон Шлайхер (на немски: Kurt von Schleicher) е немски генерал и последният канцлер на Германия от времето на Ваймарската република.
Участва в Първата световна война. След успешна военна кариера се превръща в посредник между армията и политическото ръководство на Ваймарската република. В резултат от поредица политически игри става министър на отбраната в кабинета на Франц фон Папен. По-късно заема поста на канцлер на Германия между 3 декември 1932 и 28 януари 1933 г. Неуспехът на правителството на Курт фон Шлайхер и политическата ситуация го принуждават да напусне поста на канцлер. През Нощта на дългите ножове на 30 юни 1934 г. Шлайхер е убит в неговата къща заедно със съпругата му.
Счита се, че Курт фон Шлайхер играе важна роля за трансформирането на политическата сцена на Германия и последвалото превръщане на страната във военна диктатура начело с Адолф Хитлер.

## Биография

### Ранен живот и Първа световна война (1914 – 1918)
Курт фон Шлайхер е роден на 7 април 1882 г. в Бранденбург, син на офицер от армията на Прусия.
Влиза в състава на армията през 1900 г. с чин втори лейтенант след завършването на кадетско училище. В ранните си години в армията Курт фон Шлайхер се сприятелява с няколко души, който изиграват важна роля в живота му. Още като кадет фон Шлайхер се запознава с Франц фон Папен, а по-късно като офицер се сприятелява с Оскар фон Хинденбург. По време на Първата световна война служи в частите на Вилхелм Грьонер, който става патрон на Шлайхер.
През декември 1918 г. Курт фон Шлайхер доставя ултиматум до Фридрих Еберт от името на Оскар фон Хинденбург. В ултиматума се заявява, че правителството трябва да позволи на армията да разгроми Спартаковата лига или армията ще го направи без разрешение. По време на преговорите с кабинета Курт фон Шлайхер успява да издейства разрешение за армията да се завърне в Берлин.
На 23 декември 1918 г. група съветски моряци успява да превземе сградата на временното правителство, при което всички телефонни връзки между канцлера и военното министерство с изключение на секретните са прекъснати. Когато Фридрих Еберт използва именно секретния телефон, за да се обади на военното министерство, Курт фон Шлайхер е човекът, който отговаря.
В замяна на споразумение за изпращане на помощ на правителството Шлайхер успява да получи официално съгласие от Фридрих Еберт за относителна независимост на армията от политически контрол.
Когато Густав Носке е назначен за министър на отбраната на 7 декември 1918 г., Вилхем Грьонер и Курт фон Шлайхер полагат много добри взаимоотношение с новото министерство. Като решение на проблема за намиране на лоялни войници Курт фон Шлайхер помага за основаването на Фрайкорпс (доброволни отряди) в началото на януари 1919 г..
Със своите действия Курт фон Шлайхер служи като посредник между армията и политическото ръководство на Ваймарската република.

#### Междувоенен период
През 1920-те години Курт фон Шлайхер става водещо протеже на генерал Ханс фон Зеект, който често му дава деликатни задачи. През пролетта на 1921 г. Сект създава секретна група в рамките на Райхсвера, известна като Sondergruppe R (Зондергрупе Ер, в превод „Специална група Ер“) с основна задача да работи тясно с Червената армия за промяна в международните отношения, установени с Версайския мирен договор . Шлайхер е водеща фигура в Sondergruppe R и именно той урежда спогодбата с Леонид Касин за германска помощ към индустрията на Съветската армия.
През септември 1921 г. на секретна среща в апартамента на Шлайхер са уточнени детайлите по споразумението за финансова и технологична помощ за Съветския съюз от Германия в размяна на подкрепа от Съветския съюз за заобикаляне на клаузите за разоръжаване на Германия, начертани от Версайския мирен договор.
Курт фон Шлайхер създава няколко фиктивни компании, най-известната сред които е GEFU (Gesellschaft zur Förderung gewerblicher Unternehmungen), с цел прехвърлянето на 75 милиона райхсмарки за военната индустрия на Съветския съюз. GEFU основава няколко фабрики в Съветския съюз за производството на самолети, танкове, артилерийски снаряди и отровен газ. Договорите, които GEFU сключва със Съветския съюз, всъщност гарантират, че Германия няма да изостане във военно-техническо отношение през 1920-те години въпреки наложената забрана за милитаризиране и военни разработки, постановена от Версайския мирен договор.
В същото време работна група в рамките на Sondergruppe R, включваща Шлайхер, Юген От, Федор фон Бок и Курт фон Хамерщайн-Екворд, взаимодейства с майор Бруно Ернст Бухрукер (Bruno Ernst Buchrucker), който оглавява т.нар. работни командоси (Arbeits-Kommandos) – официално водещи се като работно формирование, подпомагащо цивилни проекти, но в действителност прикрити войници, позволяващи на Германия да надхвърли лимита от военна сила, постановен от Версайския договор. Тези паравоенни формации, известни като „черен райхсвер“, са отговорни за убийствата на германци, заподозрени в съдействие на контролната комисия на Версайския договор, следяща за спазването на клаузите от страна на Германия. Убийствата, извършени от „черния райхсвер“, са оправдани от присъдите на специален таен съд (Femegerichte), в които предполагаемите предатели са съдени без тяхно знание. Убийствата на „осъдените“ от тайния съд се нареждат от Sondergruppe R. По повод убийствата на заподозрените предатели Карл фон Осиецки пише:
| „ | Лейтенант Шулц (обвинен в убийството на информатори срещу „черния райхсвер“) не е правил нищо друго, освен да следва дадени му заповеди, и със сигурност полковник фон Бок и може би полковник фон Шлайхер и генерал фон Зеект трябва да седят на подсъдимата скамейка до него. | “ |

Курт фон Шлайхер няколко пъти лъжесвидетелства в съда, като отрича участието на райхсвера в командването на „черния райхсвер“ или в убийствата, поръчани от тайния съд.. Доказателство за това е секретно писмо, изпратено до председателя на германския върховен съд от Ханс фон Зеект. Съдът разглежда дело за убийство срещу член на „черния райхсвер“ и в писмото Сект признава в защита на подсъдимия, че контролът на „черния райхсвер“ е действително извършван от райхсвера, а самите убийства са оправдани от усилията да се заобиколят клаузите от Версайския договор.
След хиперинфлацията, която унищожава германската икономика през 1923 г., между септември 1923 и февруари 1924 г., райхсверът взима контрол над голяма част от администрацията в Германия, а в тази задача Курт фон Шлайхер играе основна роля. Въпреки че генерал Сект не харесва Шлайхер, той цени високо неговия политически финес и това е причината за възлагането на множество задачи на Шлайхер, свързани с политици.
Въпреки подкрепата от страна на Ханс фон Зеект именно Шлайхер е причина за падението на генерала, тъй като през 1926 г. разгласява, че генерал Сект е поканил бившия престолонаследник да присъства на военни маневри. След отстраняването на фон Зеект, по думите на Андреас Хилгрубер, Курт фон Шлайхер става неофициално военно-политическата глава на райхсвера. Триумфът на Шлайхер е всъщност триумф на „модерна“ фракция в рамките на райхсвера, която одобрява идеологията на тотална война и иска превръщането на Германия в диктатура с цел започването на тотална война с другите народи в Европа.
В началото на 1920-те години Курт фон Шлайхер се изкачва уверено в йерархията на райхсвера, като едновременно с това се превръща във връзка между армията и политиците от правителството. Обикновено оперира задкулисно, публикувайки истории във вестници и разчитайки на неофициална мрежа от информатори за добиване на информация за действията на правителството. Назначаването на Вилхелм Грьонер за министър на отбраната през януари 1928 г. помага значително за развитието на кариерата на Шлайхер. Грьонер счита Курт фон Шлайхер за свой „осиновен син“ и открито го лансира, като например специално създава за него поста за министерски работи. Този пост е концентриран върху обединението на армията и флота, както и върху поддържането на връзки с други звена и политически кръгове.
Курт фон Шлайхер не разочарова Грьонер и помага за приемането на бюджета на армията през 1929 г. в парламент, в който антивоенно настроените социалдемократи имат мнозинство. 
Шлайхер подготвя също и изявленията на Грьонер към кабинета, често посещава и самите заседания. Той спечелва и правото да осведомява президента Хинденбург по работи, свързани с политиката и военните дела. В края на 1926 г. и началото на 1927 г. Шлайхер споделя на президента, че ако не е възможно формирането на правителство, съставено единствено от Германската национална народна партия, то Хиндебург трябва да назначи правителство, в което има доверие, без да се съобразява с исканията на други партии.
Заедно с Оскар фон Хинденбург, Ото Майснер и Вилхелм Грьонер, фон Шлайхер е водещото лице в обкръжението на президента Паул фон Хинденбург. Именно Курт фон Шлайхер излиза с идеята за „президентско правителство“, базирано на „формулата 25/48/53“. При президентско правителство главата на правителството (в този случай канцлерът) отговаря пред президента, но не и пред законодателното тяло.
„Формулата 25/48/53“ е всъщност справка от членове в конституцията, които биха направили възможно създаването на „президентско правителство“:
- член 25 позволява на президента да разформира райхстага;
- член 48 позволява на президента да подпише и легализира спешни законопроекти без консултация с райхстага (въпреки това райхстагът може да анулира всеки закон създаден по член 48 с просто мнозинство в рамките на 60 дена от създаването на закона);
- член 53 позволява на президента да назначи канцлер.

Планът е назначаването на канцлер, лично избран от Шлайхер, който да управлява въз основа на член 48 от конституцията. Ако райхстагът заплашва с анулиране на който и да е приет закон, то президентът Хинденбург може да контраатакува с разпускане на парламента. Въпреки липсата на ентусиазъм в подобен план Хинденбург е подложен на натиск за прилагането му от собствения му син, Майснер, Грьонер и Шлайхер.
През зимата на 1929 и 1930 г. Курт фон Шлайхер успява да неутрализира „великото коалиционно“ правителство на Херман Мюлер с подкрепата на Грьонер и Хинденбург. През март 1930 г. правителството на Мюлер пада и първото „президентско правителство“ идва на власт начело с Хайнрих Брюнинг.
През 1931 г. резервите на Германия от опитни военнослужещи са на привършване поради част V от Версайския договор, забраняваща задължителна военна служба. Опасението на Курт фон Шлайхер е, че военната основа на германската власт може да бъде разклатена, ако не се въведе отново военна повинност.
Поради тази причина Шлайхер и други лидери от райхсвера са убедени, че Германия трябва да прекрати Версайския договор в близко бъдеще, а междувременно щурмовите отряди и други десни паравоенни групировки се виждат като алтернатива на редовната войска. Подобно на останалите водещи фигури от райхсвера, Шлайхер счита, че демокрацията е пречка пред военната мощ и е убеден, че единствено диктатурата би направила Германия отново военна сила.
Въпреки че понякога Шлайхер твърди, че е монархист, той не симпатизира на династията Хоенцолерн и често казва, че „въпросът не е република или монархия, а по-скоро това как републиката ще изглежда сега“.
Курт фон Шлайхер е значително враждебно настроен към демократична република, подобна на Ваймарската, и определено симпатизира на режим, доминиран от армията.. Мечтата на фон Шлайхер е създаването на Wehrstaat, в който армията би организирала германското общество в подготовка за тотална война, каквато по мнението на Шлайхер ще бъде следващата война.
Курт фон Шлайхер става основна задкулистна фигура в кабинета на Хайнрих Брюнинг в периода 1930 – 1932 г., като междувременно е съветник на генерал Вилхелм Грьонер, който е министър на отбраната. Той става все по-близък с президента Хинденбург и постепенно се въвлича в конфликт с Брюнинг и Грьонер, като по-късно именно неговите интриги помагат за отстраняването на двамата през 1932 г..
По време на президентските избори през 1932 г. фон Шлайфер е раздразнен от политиката на Германската социалдемократическа партия, която се сочи за съюзник на правителството срещу националсоциалистите. Курт фон Шлайхер в близки контакти с нацистките лидери стига до заключението, че би си подсигурил подкрепата на националсоциалистите в ново дясно „президентско правителство“ и по този начин би унищожил окончателно демокрацията.
Шлайхер счита, че веднъж преборил се с демократичното мислене, на свой ред би могъл да унищожи националсоциалистите посредством враждите между нациските лидери и чрез вкарването на щурмовите отряди в рамките на райхсвера. През този период фон Шлайхер започва да се убеждава, че решението на всички проблеми на Германия е в наличието на „силен човек“ и че именно самият той е този „силен човек“ .
Когато през април 1932 гг. Брюнинг и Грьонер решават за забранят щурмовите отряди, Шлайхер е отначало съгласен, но по-късно застава срещу забраната. Когато Брюнинг действително забранява СА и СС през април 1932 г., Грьонер получава писмо от президента Хинденберг, в което се настоява да знае защо не е закрито и паравоенното крило на социалдемократите. Хинденберг твърди, че именно това крило планува преврат, а самото писмо излиза на страниците на германски нацистки вестник.
Грьонер открива, че източникът на всички обвинения срещу социалдемократите за „пуч“ идват от Юген От, близко протеже на Курт фон Шлайхер. Съветниците на Грьонер го предупреждават, че е невъзможно От да е изфабрикувал всички обвинения и да е предоставил писмото на президента на пресата сам, затова съветът е да се уволни Шлайхер на минутата. Грьонер отказва да повярва, че неговият приятел Курт фон Шлайхер се е обърнал срещу него и отказва да го уволни.
По същото време Шлайхер разпространява слухове, че Грьонер е таен социалдемократ и разгласява факта, че дъщерята на Грьонер не е родена в рамките на 9 мес. от женитбата на Грьонер. На 22 април 1932 г. Курт фон Шлайхер в секретна среща с лидера на СА Волф-Хенрих Граф фон Хелдорф заявява, че е против забраната на щурмовите бригади и тя трябва да се вдигне възможно най-скоро. На 8 май 1932 г. в тайна среща с Адолф Хитлер фон Шлайхер заявява, че скоро ще бъде формирано ново „президентско правителство“ и в замяна на вдигане на забраната за съществуване на СА и СС получава обещанието на Хитлер за подкрепа на това ново правителство.
След като Грьонер е въвлечен в дебата за пуч на социалдемократите, в който той не вярва, фон Шлайхер го съветва да напусне поста си, тъй като няма подкрепата на армията. Вилхелм Грьонер действително напуска поста на министър на отбраната, а по-късно интригите на фон Шлайхер водят и до уволнението на Брюнинг от поста на канцлер.
На 30 май 1932 г. за канцлер е назначен Франц фон Папен . Курт фон Шлайхер избира лично Папен за канцлер въпреки сравнителната неизвестност на Папен в Германия, тъй като вярва, че задкулисно може да го контролира.

### Райхсминистър на отбраната (1932 – 1933)
В замяна на канцлерския пост Франц фон Папен прави Курт фон Шлайхер свой министър на отбраната. Първата стъпка на новото правителство е разпускането на райхстага, в съответствие с „джентълменското споразумение“ между Курт фон Шлайхер и Хитлер от 4 юни 1932 г..
На 15 юни 1932 г. новото правителство вдига забраната за съществуването на СА и СС отрядите, които тайно са инструктирани да предизвикват възможно най-много насилие. Курт фон Шлайхер вижда възможността на насилие и терор по улиците като важен претекст за формирането на нов авторитарен режим.
Освен организацията на нови избори правителството на Папен работи усилено за дестабилизирането на социалдемократичното правителство на Ото Браун в Прусия. За целта фон Шлайхер изфабрикува доказателство за участие на пруската полиция в подпомагане на комунистическите паравоенни отряди в стълкновенията със СА съгласно заповед на Ото Браун, който компромат е причина за издаването на спешен декрет от президента Хинденбург, обявяващ германски контрол над Прусия.
Като част от плана за сваляне на пруското правителство и ликвидиране на възможността за обща стачка, сходна със стачката, прекратила каповския пуч през 1920 г., Шлайхер води редица тайни срещи с работническите съюзи. На лидерите на работническите съюзи Курт фон Шлайхер предлага постове в новата авторитарна система в замяна на обещания да няма протести в подкрепа на Прусия.
На 20 юли 1932 г. Шлайхер въвежда военно положение в Прусия, нарежда на райхсвера да отстрани пруското правителство и това е постигнато без възпроизвеждането дори и на изстрел. Използвайки член 48 от конституцията, Хинденбург прави Папен райхскомисар на Прусия. Социалдемократическата партия свиква обща стачка, но лидерите на работническите съюзи запазват обещанието, дадено на Шлайхер, като приканват членовете си да останат на работа. На последвалите избори на 31 юли 1932 г. националсоциалистите стават мнозинство в парламента.
През август 1932 г. Хитлер се отмята от „джентълменското споразумение“ с Шлайхер и, вместо подкрепа на правителството на Папен, настоява канцлерският пост да бъде даден на него. На 5 август 1932 г. Хитлер и Шлайхер се срещат тайно, при което се разисква възможността Хитлер да стане канцлер, министерството на вътрешните работи и това на правосъдието да бъдат предоставени на нацистите, а Шлайхер да остане министър на отбраната . Курт фон Шлайхер е склонен да приеме това споразумение, но позицията на президента Хинденбург е срещу заемането на канцлерския пост от Хитлер през август 1932 г..
Това е моментът, в който влиянието на Шлайхер над Хинденберг става все по-слабо . Именно поради несъгласието на Хинденберг Курт фон Шлайхер е принуден да предложи на Хитлер единствено вицеканцлерски пост, при което Хитлер отказва. През септември 1932 г. правителството на Папен се разпада след вот на недоверие в парламента, което това води до разпускане на парламента за пореден път.
На изборите на 6 ноември 1932 г. националсоциалистите губят места в парламента, но запазват мнозинството си. В началото на ноември 1932 г., неочаквано за Шлайхер, Папен става много по-самоуверен и това е причина за неразбирателството между двамата. Впоследствие, след разпадането на правителството, Папен е принуден да напусне поста си и Курт фон Шлайхер го наследява като канцлер на Германия.

### Райхсканцлер (1932 – 1933)
Курт фон Шлайхер се надява да си осигури мнозинство в Райхстага чрез подкрепата на правителството си от националсоциалистите. Но за да осъществи това, като междувременно запази поста на канцлер, Шлайхер често споменава намирането на „трети път“ или обединение на фракциите от германския парламент в непарламентарен и авторитарен режим. Надеждата е, че изправен пред новата идеология на Третия път, Хитлер ще се откаже от амбицията си към канцлерския пост и ще подкрепи правителството на Курт фон Шлайхер.
По този начин фон Шлайхер достига до профсъюзите на Социалдемократичната партия на Германия, до профсъюзите на Христиансоциалистите и до левите подразделения на нацистите, водени от Грегор Щрасер. На 4 септември 1932 г. Шлайхер се среща с Грегор Щрасер, на когото обещава реставрация на пруското правителство, премахване на контрола от Третия райх и поста на министър-председател на Прусия. Надеждата на фон Шлайхер е, че опасността от разцепление на нацистката партия с напускането на Щрасер би осигурила подкрепа на новото правителство от Хитлер.
На секретна среща на лидерите от НСГРП на 5 декември 1932 г. Щрасер настоява за спиране на подкрепата към Хитлер за канцлерския пост, като в замяна се осигури подкрепа на Курт фон Шлайхер, който от своя страна би предоставил няколко министерски поста. Тогава Хитлер в своя реч спечелва лидерите на Националсоциалистическата партия, като начертава стратегия за подкрепа на правителство, водено единствено от него. В отговор на простест срещу тази стратегия на 8 декември 1932 г. Щрасер напуска ръководния пост на НСГРП .
Междувременно Шлайхер уведомява Хитлер, че на Грегор Щрасер е предложен вицеканцлерски пост. На нова среща на лидерите на НСГРП Хитлер изобличава Щрасер и заплашва със самоубийство, ако други лидери последват Щрасер. Така Хитлер успява да неутрализира Щрасер и да го отчужди от другите лидери.
Една от основните инициативи на правителството на Шлайхер е създаването на обществени програми по заетостта за неутрализиране на ефекта от „Голямата депресия“ – инициатива, оглавявана от Гюнтер Гереке. Няколкото проекта за осигуряване на работа на 2 милиона германци през юли 1933 г. са сред успехите на правителството на Курт фон Шлайхер и той успешно оформя законовата уредба през януари, но често този успех е погрешно приписван на Хитлер. Според прогноза на американския историк Хенри Търнър, ако Курт фон Шлайхер е бил успял да се задържи на поста за още няколко месеца, икономическите изгоди са щели да подсигурят сериозна политическа позиция за фон Шлайхер.
Отношенията на Курт фон Шлайхер с кабинета не са добри. С 2 изключения Шлайхер наследява стария кабинет на Папен, което означава, че повечето от негативните последици от старото управление са пренасят и към новия кабинет. По отношение на търговията Курт фон Шлайхер отказва да заеме стабилна позиция. Министърът на земеделието Магнус фон Браун иска високи мита, за да подкрепи германските фермери, но министърът на икономиката Херман Вармболд е против тази стъпка, тъй като това би довело до тежки последици за експорта на немските индустриални продукти. Курт фон Шлайхер отказва да реши проблема, като нарежда на своите министри да уредят сами неразбирателствата си.
Политиката на фон Шлайхер относно митата нанася удар върху правителството, когато на 11 януари 1933 г. лидерите на Аграрната лига започват открита атака към правителството пред президента Хинденбург. Хинденбург, изживяващ се като покровител на германските фермери, е дъблоко повлиян от нещата, които лидерите на Аграрната лига му разкриват и на среща на 11 януари 1933 г. иска обяснение от фон Шлайхер за състоянието на германското земеделие. По време на срещата президентът взима страната на Аграрната лига и настоява за удовлетворяването на техните искания. Въпреки че Курт фон Шлайхер се подчинява на това решение, в отворено писмо до президента лидерите на лигата настояват за уволнение на канцлера.
Изправен пред нерешими вътрешни проблеми, Шлайхер се съсредоточава в международната политика. Основните му интереси включват военна равнопоставеност на Германия, което е далеч от предначертания план след Версайския договор. В реч пред германски журналисти, на 13 януари 1933 г., Шлайхер заявява, че има намерение да върне задължителната военна повинност и пълно въоръжение на страната не по-късно от пролетта на 1934 г.. 2 дена по-късно отново заявява приоритетите за задължителната военна служба и въоръжаването на страната.
На 20 януари 1933 г. Курт фон Шлайхер пропуска шанс за спасение на правителството си. Вилхелм Фрик прави предложение пред райхстаг]]а в момент, когато Херман Гьоринг не присъства, в което се заявява, че народното събрание може да прекъсне работа до пролетта. Ако това предложение е било прието, то правителството на фон Шлайхер със сигурност е щало да види положителните страни от проектите за заетост на населението, заложени през януари, и това е щяло да му осигури значителна подкрепа.
Курт фон Шлайхер обаче нарежда на говорителя си да пледира за възможно най-кратка парламентарна отпуска, при което е приет план за парламентарна ваканция до 31 януари 1933 г..
Въпреки първоначалния напредък Курт фон Шлайхер се сблъсква с неочаквани пречки. Отстраненият Папен е в добри взаимоотношения с президента Хинденбург, до когото достигат слухове, че Шлайхер има желание да работи заедно със социалдемократите. Франц фон Папен започва да настояна за избирането на Адолф Хитлер за канцлер. Курт фон Шлайхер не знае за тайните срещи на Папен с Хитлер и Хинденбург.
На 28 януари 1933 г. фон Шлайхер заявява на кабинета си, че е необходимо ново разпускане на райхстага или правителството няма да оцелее при вота на недоверие, нарочен на 31 януари. Курт фон Шлайхер иска лично от президента Хинденбург декрет за разпускане на парламента, но искането му е отхвърлено.
След завръщането си от срещата с президента Крут фон Шлайхер обявява намерението си да напусне поста на канцлер, но подписва декрет, с който се позволява отпускането на 0,5 милиард марки за проекти за трудова заетост. Курт фон Шлайхер предусеща края на правителството и се опасява от преизбирането на Папен, поради което насочва цялата си енергия към неутрализиране на тази възможност.
На 29 януари 1933 г., изправен пред дилемата за ново управление на своя опонент Папен, Курт фон Шлайхер дава своята подкрепа за канцлерски пост на Адолф Хитлер с надеждата да запази поста на министър на отбраната при Хитлер. Шлайхер заявява на Майснер, че ако „Хитлер иска да създаде диктатура, то армията би била диктатура в диктатурата“. В редица тайни преговори с Хитлер не е постигната трайна договорка, а самият Хитлер е останал с впечатлението, че се готви преврат, в който Хитлер би останал извън властта.
В деликатната ситуация и в резултат на редица слухове на следващия ден президентът Хинденбург назначава Адолф Хитлер за канцлер на Германия. На 30 януари 1933 г. Курт фон Шлайхер е отстранен от поста на канцлер и е наследен от Адолф Хитлер с декрет от президента. В следващите няколко месеца националсоциалистите налагат в Германия тоталитарна диктатура.

#### Кабинет „фон Шлайхер“
декември 1932 – януари 1933 г.
- Курт фон Шлайхер – канцлер и райхсминистър на отбраната
- Константин Фрайхер фон Нойрат – райхсминистър на външните работи
- Франц Брахт – райхсминистър на вътрешните работи
- Люц Граф Шверин фон Крозиг – райхсминистър на финансите
- Херман Вармболд – райхсминистър на икономиката
- Фридрих Зируп – райхсминистър на труда
- Франц Гюртнер – райхсминистър на правосъдието
- Паул Фрайхер Елц фон Рюбенах – райхсминистър на пощите и комуникациите и райхсминистър на транспорта
- Магнус фон Браун (старши) – райхсминистър на земеделието
- Гюнтер Гереке – райхскомисар по трудовата заетост

21 април 1933 г.
- Йоханес Попиц поема поста на райхсминистър без портфейл.

#### Покушение срещу Курт фон Шлайхер
През 1934 г. Шлайхер все още разполага с малко, но важни поддръжници в управлението на Райхсвера, сред които е и генерал-полковник (Generaloberst) Курт фон Хамерщайн-Екуорд (Kurt von Hammerstein-Equord). През пролетта на 1934 г., узнавайки за нарастващото неразбирателство между Ернст Рьом и Адолф Хитлер за ролята на щурмовите отряди в политиката на Нацистка Германия, Курт фон Шлайхер започва политическа игра. Шлайхер започва да критикува тогавашния кабинет на Хитлер, а междувреммено поддръжниците чу генерал Фердинанд фон Бредов и Вернер фон Алвенслебен разпространяват листи на нов кабинет, в който Курт фон Шлайхер е сочен като вицеканцлер, министър на отбраната при Ернст Рьом, министър на външните работи при Брюнинг или министър на икономиката при Щрасер.
Британският историк сър Джон Уийлър-Бенет, който познава отблизо Курт фон Шлайхер и обкръжението му, коментира, че липсата на дискретност от страна на Бредов и показването на списъците на „новия кабинет“ на всеки заинтересован е направо „ужасяваща“.
През Нощта на дългите ножове на 30 юни 1934 г. фон Шлайхер е сред основните жертви. Курт фон Шлайхер е застрелян в неговата къща, а непосредствено след него е убита и съпругата му, която влиза в стаята, чувайки изстрелите. Извършителите и поръчителите на убийството на фон Шлайхер не са установени. Според теза, опасявайки се, че подобен сценарий би довел до крах на текущия режим, Хитлер обмисля покушение срещу Курт фон Шлайхер.
Сред предположенията като инициатори на убийството обикновено се посочват Адолф Хитлер, Херман Гьоринг, Хайнрих Химлер или Райнхард Хайдрих или комбинация от 2-ма, 3-ма или всичките 4-ма. Срещу тезата, че всичките 4-ма участват в плана за убийството, говори фактът, че часове след убийството 2-ра оперативна единица (Einsatzkommando) отива в жилището му, за да го арестува.
Ханс-Ото Майснер, син на държавния секретар на Хинденбург Ото Майснер, пише в мемоарите си, че Хитлер е твърдял пред баща му, че „не е имал нищо общо с убийството на Шлайхер“. Ото Майснер разказва на сина си по-късно и как Гьоринг му е разказвал по време на интернирането им от американците, че не е имал намерение да арестува и още по-малко да поръчва фон Шлайхер да бъде застрелян. Това било сторено от други хора.
Хитлер е бил недоволен от ликвидацията на фон Шлайхер, защото имал нужда от Райхсвера като основа на диктатурата му, а убийството не пасвало в концепцията му.
Други учени считат, че речта пред Райхстага на 13 юли 1934 г., в която Адолф Хитлер обвинява Курт фон Шлайхер заедно с Ернст Рьом в конспирация за премахване на режима, твърдейки, че са предатели, работещи за Франция, е в защита на действията му, свързани с убийството..
Като повод за убийството учените дискутират множество мотиви. Най-често срещаният мотив е предполагаемото желание на националсоциалистическите функционери да си отмъстят на противниците им. Втора често срещана причина е предположението, че националсоциалистическите властимащи са изпитвали страх от възможността Шлайхер да навреди на режима. Като друг възможен мотив за убийството на Шлайхер често се споменава намерението на поръчителя на убийството от 30 юни (1 юли) 1934 г. чрез него да постигне сплашване на членовете на опозиционните кръгове. Посредством убийството на противници от различните опозиционни лагери – от ляво-ориентираните през католиците и стигайки до консервативните десни, от държавни служители през журналисти до военни, да бъде изпратен сигнал, че никоя група не е защитена от режима и че никой не трябва да вярва, че има сигурни места, от които може да се започне съпротива.
Единственият свидетел на убийството – домашната помощница на семейството Мари Гюнтел, се удавя през 1935 г. в Хайлиген Зее (Heiligen See, Свещеното езеро) в Потсдам. Официалната версия, че тя се самоубива от мъка по съдбата на семейство Шлайхер, е поставена под съмнение от няколко души от обкръжението ѝ.
Гробът на Курт фон Шлайхер се намира в административната единица Лихтерфелде в Берлин, Германия.